# Шмитсхаузен
Шмитсхаузен (нем. Schmitshausen) — община в Германии, в земле Рейнланд-Пфальц. Входит в состав района Юго-западный Пфальц. Подчиняется управлению Вальхальбен. Население 425 чел. Занимает площадь 4,49 км².

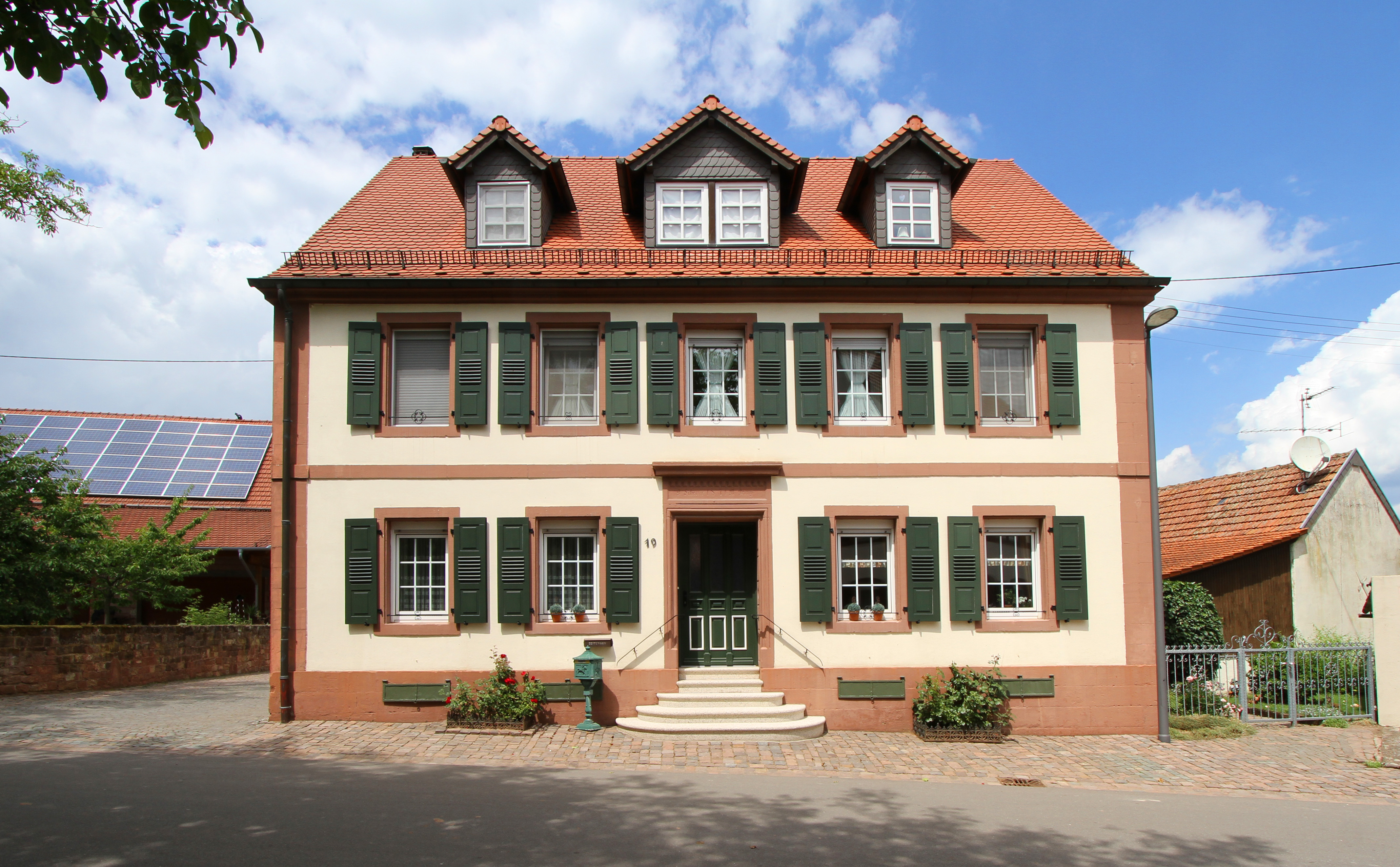